# Sampler (hudební nástroj)

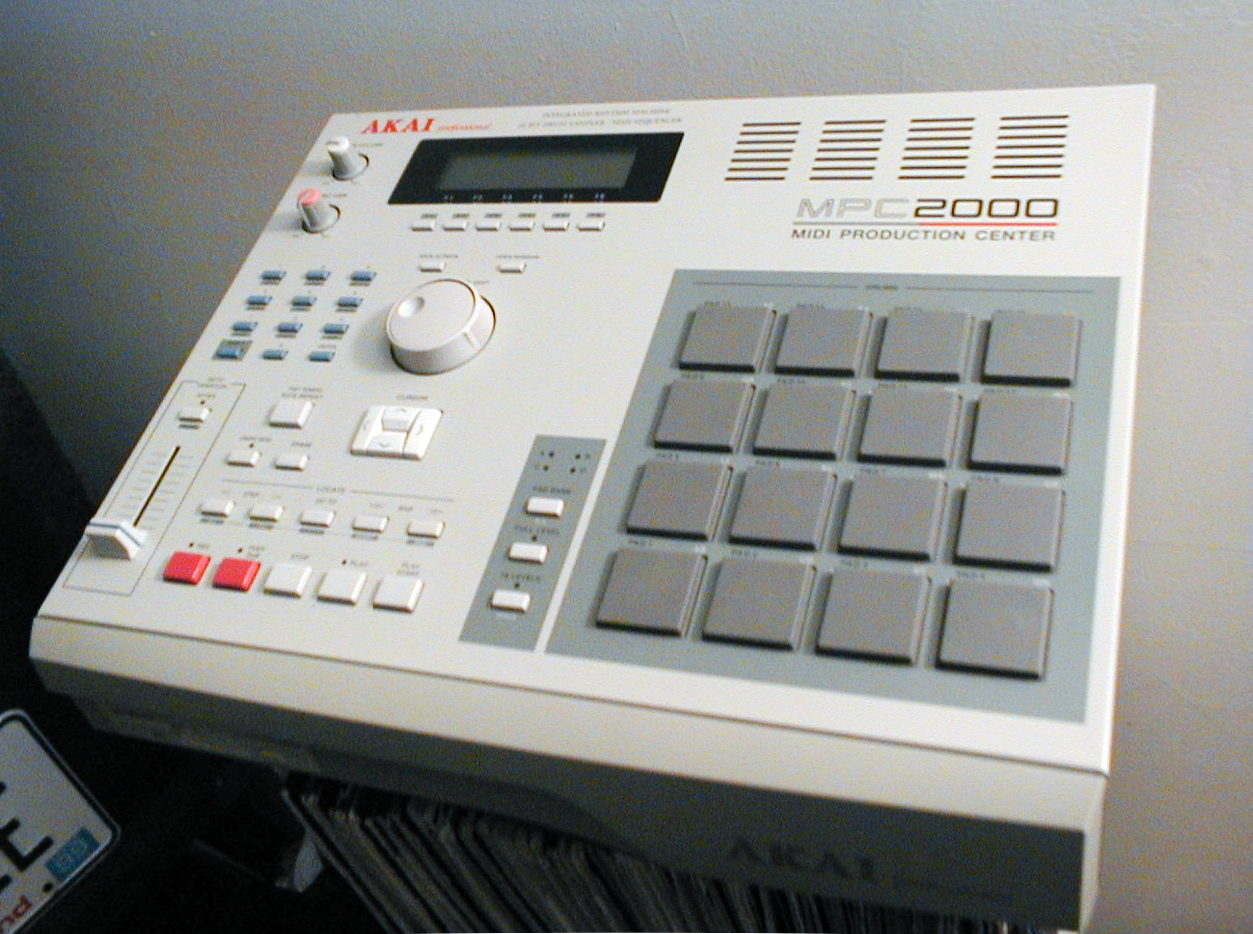
Sampler Akai MPC 2000

Sampler je elektronický hudební nástroj, který pracuje se zvukovými vzorky – samply. Svým charakterem má nejblíže k syntetizéru. Se samply pracuje také většina současných digitálních syntetizérů, rozdíly mezi oběma skupinami nástrojů se stírají.
Současné samplery pracují na číslicovém principu, zvuk zaznamenávají a zpracovávají v číslicové (digitální) formě.
K samplerům lze přiřadit i historické elektromechanické nástroje, které nejčastěji využívaly analogový magnetický nebo optický záznam zvukových vzorků: Mellotron, Chamberlin, Birotron, Orchestron, Optigan, varhany Welte, Singing Keyboard a mnohé další.